# Acacia ayersiana
Acacia ayersiana är en ärtväxtart som beskrevs av Maconochie. Acacia ayersiana ingår i släktet akacior, och familjen ärtväxter. Inga underarter finns listade i Catalogue of Life.